# NGC 4908
NGC 4908 is een elliptisch sterrenstelsel in het sterrenbeeld Hoofdhaar. Het hemelobject werd op 11 april 1785 ontdekt door de Duits-Britse astronoom William Herschel.

## Synoniemen
- UGC 8129
- MCG 5-31-90
- ZWG 160-259
- DRCG 27-143
- PGC 44832